# Zeitschriftenkrise
Als Zeitschriftenkrise wird im Bibliothekswesen das Problem bezeichnet, dass insbesondere seit Mitte der 1990er Jahre die Preise für Zeitschriften in den Bereichen Naturwissenschaft, Technik und Medizin (eng. Science, Technology, Medicine, kurz STM) stark anstiegen, während die Etats der Bibliotheken zur Erwerbung stagnierten oder rückläufig waren. Deshalb bestellten sie viele dieser Zeitschriftenabonnements ab. Dies wiederum führte zu weiteren Preiserhöhungen, weil die Verlage so die durch sinkende Abonnentenzahlen verursachten Einnahmeverluste auszugleichen versuchten. Dadurch entstand ein Teufelskreis, in dessen Verlauf der Zugriff auf aktuelle Forschungsinformationen für Wissenschaftler und andere interessierte Personen immer stärker eingeschränkt wurde.

## Digitale Zeitschriften
Die Zeitschriftenkrise wird durch den Wandel von gedruckten zu elektronischen Zeitschriften noch weiter verschärft. Digitale Inhalte gestatten den Urheberrechtsinhabern eine stärkere Kontrolle über die Nutzung und ermöglichen es ihnen, den Personenkreis weiter einzuschränken, der Zugriff auf die Zeitschriften hat. Wenn eine rein digital vorliegende Zeitschrift abbestellt wird, ist der entsprechenden Universitätsbibliothek in der Regel auch der Zugriff auf diejenigen Jahrgänge verwehrt, für die sie Abonnementsgebühren bezahlt hat (vgl. House of Commons 2004, 33f).
Viele Lizenzverträge gestatten den Zugriff auf die Zeitschriften nur einer bestimmten Anzahl von Personen oder einer definierten Gruppe, z. B. Studenten mit Immatrikulationsnachweis oder Benutzern in den realen Räumen der Bibliothek. Bisher hatten in vielen Universitätsbibliotheken auch sonstige, an der Wissenschaft interessierte Personen Zugang zu allen Beständen. Diese Personen werden jetzt ausgeschlossen (vgl. House of Commons 2004, 26). Insbesondere für sie haben die Wissenschaftsverlage das Modell Pay-Per-View vorgesehen, bei dem der interessierte Leser für jeden Artikel gesondert zahlen muss. Die Preisvorstellungen liegen derzeit bei circa 25 Euro pro Artikel.

## Ursachen
Nach einem Report des britischen Unterhauses ist die Ursache dieser Entwicklung darin zu sehen, dass vielen verstreuten Käufern (in der Regel Universitätsbibliotheken) nur noch sehr wenige Anbieter von STM-Zeitschriften (Science-Technics-Medicine-Zeitschriften) gegenüberstehen. Denn in den 1990er Jahren kam es in diesem Markt zu einem starken Konzentrationsprozess. Im Jahr 2003 kontrollierten acht Zeitschriftenkonzerne 66,4 % des Weltmarkts für STM-Zeitschriften. Der Marktführer Reed Elsevier allein hatte im Jahr 2003 einen Umsatz von 7,1 Mrd. Euro und einen Anteil von 28,2 % am STM-Markt. Auch große wissenschaftliche Gesellschaften wie die American Chemical Society trieben in den letzten Jahren die Preise für ihre Produkte dramatisch (teilweise um mehrerer hundert Prozent) in die Höhe.
| Name                      | Anteil |
| ------------------------- | ------ |
| Reed Elsevier             | 28,2 % |
| Thomson                   | 9,5 %  |
| Wolters Kluwer            | 9,4 %  |
| Springer                  | 4,7 %  |
| John Wiley                | 3,9 %  |
| American Chemical Society | 3,6 %  |
| Blackwell Publishing      | 3,6 %  |
| Taylor & Francis          | 3,6 %  |
| Sonstige                  | 33,6 % |

Die Wissenschaftler sind andererseits gezwungen, möglichst viele Forschungsergebnisse in Fachzeitschriften zu publizieren (Publish or perish). Nur so können sie innerhalb ihres Fachs an Reputation gewinnen. Bei der Entscheidung, in welcher Zeitschrift sie publizieren, richten sie sich nach deren Ansehen und Einfluss der Zeitschrift, nicht aber nach Marktkriterien wie der Auflagenhöhe. Andererseits ist der Zugriff auf einige wichtige Zeitschriften die Voraussetzung, um über die aktuellen Entwicklungen in einem Fach informiert zu sein und so überhaupt noch wissenschaftliche Forschung betreiben zu können (vgl. House of Commons 2004, 9ff). Diese Faktoren stärken die Positionen der Wissenschaftsverlage, die deshalb jährliche Preissteigerungen im zweistelligen Prozentbereich für Zeitschriftenabonnements durchsetzen und Kapitalrenditen von bis zu 33 % erreichen konnten, was weit über dem Durchschnitt der Medienindustrie liegt. Inzwischen kostete ein Jahresabonnement einer STM-Zeitschrift bis zu 6.000 Euro (vgl. Dambeck 2004). 2015 stammten 9 der 10 teuersten Zeitschriften vom marktdominanten Elsevier-Verlag, mit Jahreskosten zwischen 11.000 und über 23.000 Euro je Abonnement. Nach einer Erhebung der Projektgruppe DEAL beliefen sich die Gesamtausgaben für gedruckte und elektronische Zeitschriften an deutschen Universitätsbibliotheken im Jahr 2015 auf ca. 106,5 Mio. €. Mehr als die Hälfte dieser Ausgaben entfiel allein auf drei große Zeitschriftenkonzerne (Elsevier 28 %, Springer Nature 17 %, Wiley 13 %).
Die Wissenschaftsverlage rechtfertigen ihre hohen Preise vor allem mit den Kosten der Peer-Review und ihrer verlegerischen Tätigkeit. Diese Argumente werden aber angezweifelt, denn viele Verlage zahlen den Autoren im Verhältnis dazu geringe, den an der Peer-Review beteiligten Wissenschaftlern oft kein Honorar. Zunehmend wird auch von den Wissenschaftsverlagen verlangt, dass Autoren ihre Artikel druckfertig nach Verlagsvorgaben einreichen (vgl. Dambeck 2004). Auch werden bei der Mehrheit der STM-Zeitschriften zusätzlich noch Druckkostenzuschüsse oder andere Publikationsgebühren erhoben.

## Alternativen
Als Alternative zu dieser Entwicklung wird von einigen Beteiligten, wie etwa den Unterzeichnern der Berliner Erklärung von Oktober 2003 und dem britischen House of Commons von Juli 2004, auf das Prinzip des Open Access gesetzt. Dabei sollen einerseits in gedruckten Zeitschriften publizierte Artikel in institutionellen Eprint-Archiven, die von Hochschulen oder anderen Einrichtungen getragen werden, nochmals allgemein zugänglich veröffentlicht werden (so das 1991 von Paul Ginsparg initiierte ArXiv).
Die Schweiz beschloss 2017 eine „Nationale Open-Access-Strategie“. Demnach sollen bis 2024 alle mit öffentlichen Mitteln finanzierte Publikationen frei zugänglich sein.
Eines der möglichen Geschäftsmodelle für solche Open-Access-Zeitschriften sieht vor, dass die Autoren bzw. ihre Institutionen für die Organisation der Peer-Review und die Veröffentlichung im Internet bezahlen sollen. Insgesamt sind jedoch die Kosten einer Online-Publikation geringer als bei einer gedruckten Zeitschrift.
Es existieren bereits über 8000 Open-Access-Journals, einige davon mit sehr hohem Impact Factor. Da nach einer Studie von Lawrence in Nature online verfügbare Artikel häufiger zitiert werden als gedruckte Werke, hoffen die Befürworter von Open Access, dass dies die Autoren davon überzeugt, ihre Artikel in Open-Access-Zeitschriften zu veröffentlichen. Nach wie vor wird jedoch Artikeln in angesehenen gedruckten Zeitschriften für die Beurteilung wissenschaftlicher Leistung mehr Gewicht beigemessen.
Die Open Archives Initiative (OAI) entwickelt Standards, Schnittstellen und Software für die Archivierung und das Retrieval von Online-Publikationen.
Für die Analyse von Zitationen werden derzeit verschiedene Systeme in Analogie zum Web of Science entwickelt, darunter die SPIRES HEP Literature Database, CiteSeer und das Open Citation Project (OpCit).